# Госпиталь Раматхибоди (платформа)
Госпиталь Раматхибоди (тайск. โรงพยาบาลรามาธิบดี) — железнодорожная платформа на главной линии, расположенная в бангкокском районе Ратчатхеви. Управляется компанией «Государственные железные дороги Таиланда».
Была открыта, для удобства пациентов одноимённого госпиталя.
Расположена рядом с закрытой королевской станцией Читралада.